# Краківський шлях техніки
Краківський шлях техніки (пол. Krakowski Szlak Techniki) — туристичний маршрут, який діє під патронажем Музею муніципального будівництва та Відділу підтримки туризму муніципалітету Кракова.
Туристичний маршрут був створений 6 квітня 2006 року з метою ознайомлення відвідувачів із промисловими об'єктами міського господарства в Кракові, що мають технологічну, культурну та історичну цінність.

## Перелік
Перелік із 16 об'єктів складено у послідовності, яка дотримується при відвідуванні туристами даних об'єктів.
| Зображення | Українська назва                                | Польська назва                         | Примітки                                                     |
| ---------- | ----------------------------------------------- | -------------------------------------- | ------------------------------------------------------------ |
|            | № 1 Краків-Головний                             | Kraków Główny                          | Залізничний вокзал. Пам'ятка культури                        |
|            | № 2 Пивоварний завод «Краків»                   | Browar Kraków                          | Пам'ятка культури                                            |
|            | № 3 Тунель Талевського і залізничний віадук     | Przekop Talowskiego i wiadukt kolejowy | Пам'ятка культури                                            |
|            | № 4 Електростанція Міського театру              | Elektrownia teatru miejskiego          | Пам'ятка культури. На даний час — Мала сцена Міського театру |
|            | № 5 Кузня Зеленських                            | Kuźnia Zieleniewskich                  |                                                              |
|            | № 6 Пожежна станція                             | Strażnica pożarnicza                   |                                                              |
|            | № 7 Залізничний віадук                          | Wiadukt kolejowy                       |                                                              |
|            | № 8 Дорожний кульверт на вулиці Медовій         | Przepust drogowy przy ul. Miodowej     |                                                              |
|            | № 9 Краківська електростанція                   | Elektrownia krakowska                  |                                                              |
|            | № 10 Трамвайне депо на вулиці святого Лаврентія | Zajezdnia przy ul. św. Wawrzyńca       | Пам'ятка культури                                            |
|            | № 11 Міська газова станція                      | Gazownia miejska                       |                                                              |
|            | № 12 Підгурський міст                           | Most Podgórski                         |                                                              |
|            | № 13 Міст Юзефа Пілсудського                    | Most im. Marszałka Józefa Piłsudskiego |                                                              |
|            | № 14 Віслинські бульвари                        | № 14 Bulwary Wiślane                   | Пам'ятка культури                                            |
|            | № 15 Підгурська електростанція                  | Elektrownia podgórska                  | Пам'ятка культури                                            |
|            | № 16 Фабрика Шиндлера                           | Fabryka Oskara Schindlera              | Музей                                                        |